# Phreatia collina
Phreatia collina är en orkidéart som beskrevs av Johannes Jacobus Smith. Phreatia collina ingår i släktet Phreatia och familjen orkidéer. Inga underarter finns listade i Catalogue of Life.